# Sitio II
Sitio II is een bestuurslaag in het regentschap Humbang Hasundutan van de provincie Noord-Sumatra, Indonesië. Sitio II telt 1059 inwoners (volkstelling 2010).